# Міністерство державної безпеки СРСР
Міністе́рство держа́вної безпе́ки СРСР (рос. Министерство государственной безопасности СССР (МГБ)) — союзно-республіканське міністерство, яке існувало з 1946 до 1953 року. Наступник Народного комісаріату державної безпеки (рос. НКГБ), попередник КДБ СРСР.

## Міністри
- Абакумов Віктор Семенович (1946–1951)
- Ігнатьєв Семен Денисович (1951–1953)

Розпущено 7 березня 1953 при об'єднанні з Міністерством внутрішніх справ СРСР під проводом Л. П. Берії, та далі С. Н. Круглова; МВС опікувалося держбезпекою до 13 березня 1954, коли було створено Комітет державної безпеки (КДБ).

## Історія та структура
Створений в 1943 році НКГБ СРСР включав сім управлінь (разом з АХФУ — адміністративно-господарське фінансове управління), чотири самостійні відділи («А», «Б», «В» і кадрів), слідча частина і секретаріат:
- 1 управління (розвідка);
- 2 управління (контррозвідка);
- 3 управління (транспортне);
- 4 управління (організація терору і диверсій на зайнятих німцями територіях);
- 5 управління (шифрувально-дешифрувальне і спецзв'язок);
- 6 управління (охорона керівників партії і уряду), створене на базі 1 відділу НКВД СРСР;
- відділ «А» (обліково-архівний);
- відділ «Б» (оперативно-технічний);
- відділ «В» (військова цензура і перлюстрація кореспонденції).

До 1946 року ця структура зазнала невеликих змін.
15 листопада 1945 р. «для оперативно-чекістського обслуговування» об'єктів спецпризначення (зайнятих створенням атомної бомби) був організований в складі НКГБ СРСР відділ «К».
Спільним наказом НКГБ і НКВД СРСР № 0014/0032 від 10 січня 1946 року відділ «С» (розвідка і обробка матеріалів з атомної проблеми) був переданий з НКВД СРСР в НКГБ СРСР.
Наказом НКГБ СРСР № 00107 від 22 березня 1946 р. відповідно до постанови Верховної Ради СРСР від 15 березня 1946 НКГБ СРСР був перейменований в Міністерство державної безпеки СРСР (МДБ СРСР). Відповідно, були перейменовані і місцеві управління і відділи НКГБ — в управління і відділи МДБ.
Кардинальне розширення і зміна структури МДБ СРСР сталося 4 травня 1946 р., коли замість В. М. Меркулова міністром держбезпеки СРСР був призначений В. С. Абакумов, а очолюваний ним ГУКР «Смерш» МВС СРСР влився в МДБ СРСР.
Структура МДБ СРСР набула такого вигляду:
- 1 Головне управління (розвідка);
- 2 Головне управління (контррозвідка);
- 3 Головне управління (військова контррозвідка);
- 4 управління (розшукове) (здійснювало керівництво розшуком «агентури іноземних розвідок, покинутої в СРСР, і інших ворожих елементів»);
- 5 управління (оперативне);
- 6 управління (шифрувально-дешифрувальне);
- Транспортне управління (чекістське обслуговування транспорту);
- Управління охорони № 1 (охорона И. В. Сталіна);
- Управління охорони № 2 (охорона інших керівників партії і уряду);
- Управління коменданта Московського Кремля;
- Відділ «А» (обліково-архівний);
- Відділ «Б» (оперативної техніки);
- Відділ «В» (перлюстрація кореспонденції);
- Відділ «Д» (експертизи і підробки документів) (виділений з відділу «Б»);
- Відділ «К» (чекістське спостереження на об'єктах атомної промисловості);
- Відділ «О» (оперативна робота по духовенству усіх конфесій) (виділений з 2 управління);
- Відділ «Р» (радіо-контррозвідка);
- Відділ «С» (переклад і обробка матеріалів з атомної проблеми. У 1946 р. функції цього відділу були передані в 1 Головне управління МДБ);
- Відділ «Т» (боротьба з «особами, що висловлюють загрози терористичного характеру відносно партійних і радянських керівників»);
- Слідчастина у особливо важливих справах (на правах управління);
- Відділ «ДР» (служба проведення диверсій і актів індивідуального терору);
- Відділ «ДН» (служба дезинформації) (фактично цей відділ не був створений);
- Адміністративно-господарське і фінансове управління (АХФУ);
- Управління кадрів;
- Інспекція при міністрі;
- Секретаріат МДБ СРСР;
- Юридичне бюро МДБ СРСР.